# 臺灣雙語無法黨
臺灣雙語無法黨 ，簡稱「雙語黨」，是中華民國的一個政黨。2020年1月19日由蕭文乾發起、組建，於2020年3月3日經內政部審核通過成為中華民國第366個政黨。其黨名以其教育理念「推動臺灣雙語教育」為命名，主要關注臺灣英文教育議題，主張將現今美國實施的教育方針SoR（Science of Reading）寫入英文課綱。

## 歷史
2020年1月19日，臺灣雙語無法黨在國立臺灣文學館舉行創黨成立大會，創黨黨員145人，包括教育工作者、家長等。
該黨徽由創黨黨員以其教育核心「雙語」的雙為概念，以「双」為符號設計。「双」字在中日韓文裡為同義用字，而該黨致力於雙語的連結與教育，「双」在形音義上有著語言間最大公約數聯結的意涵，因此以此作為基本意象。兩個「又」分別不同用色，象徵兩種不同語言音素的連結、聲音和符號的團結；「双」字亦代表著東方與西方的連結，串起東方的書法與西方的榮譽。
2023年12月宣布投入2024年立委選舉。本次為該黨首次參選，提名10位區域暨原住民候選人、2位全國不分區候選人。
2024年立委選舉，得政黨票44,852票（0.33%），未過5%門檻；但在16個登記參選的政黨中排名第9，贏過新黨及台聯等政黨。

## 政治主張與教育理念

### 政治主張
臺灣雙語無法黨為教育訴求的政黨，允許雙重、多重黨籍，成立的唯一訴求即希望政府正視長期以來學校錯誤的英語教育方式並修正之，因此所有候選人的政見都提到「將立委票留給別人，政黨請投雙語黨」。政黨政見有三，並表示當任務完成（政見實現），該黨立即解散 ：
- 與美加英澳的英文教育政策同步，採用SoR科學閱讀學習法。
- 使SoR內的第1步「PA」納入課綱。
- 透過立法程序，讓《臺灣雙語注音符號表》進入體制，作為落實PA的關鍵第一步。

### 教育理念
美國在1990年代意識到高比例學童有閱讀障礙，為了找出解決方法，於1997年成立「國家閱讀委員會」（National Reading Panel, NRP），進行科學研究和學理探討，其後的研究成果指向閱讀能力的培養分成五個階段（爾後發展為「閱讀金字塔 Reading Pyramid」，亦稱「科學閱讀 SoR」）：
1. 音素覺察
2. 自然拼讀
3. 流暢準確
4. 單字識別
5. 文意理解

而第一階段的發展是影響孩童往後閱讀能力最主要的原因。
該黨持續推廣SoR及PA，並號召教育界、語言學界人士，透過語言學理、教育理論的探討與研究，提出「雙語教育」的具體方針，主張改善現今對於英語的教育方式，落實有效學習，並消弭城鄉差距。透過明確的教學計畫、架構與系統，朝政府提倡2030雙語國家前進。

## 組織架構
| 職位           | 姓名                                           |
| -------------- | ---------------------------------------------- |
| 主席           | 蕭文乾                                         |
| 秘書長         | 李佳蒨                                         |
| 決策委員會委員 | 蕭文乾、張嘉玟、林子平、林又希、李佳蒨、鄭婷方 |
| 紀律委員會委員 | 鄭惠齡、吳敏華、王心緹、廖晏良                 |
| 仲裁委員會委員 | 黃姿樺、黃雅玲、唐嘉璟                         |

## 參與選舉狀況

### 2024年中華民國立法委員選舉

#### 各候選人選與結果資料

##### 區域暨原住民選舉
候選人在選舉公報中呼籲民眾不要投票給本人並改投他人。
| 參選地區 | 參選地區   | 候選人 | 原職                                     | 得票數 | 得票率 | 結果   | 備註                                                            |
| -------- | ---------- | ------ | ---------------------------------------- | ------ | ------ | ------ | --------------------------------------------------------------- |
| 台北市   | 第一選區   | 陳執中 | 臺灣雙母語研究學會秘書長                 | 950    | 0.49%  | 未當選 | 該區共8人參選，票數最低者得231票（0.12%）                       |
| 台北市   | 第三選區   | 陳一郎 | 書法家                                   | 1,107  | 0.55%  | 未當選 | 該區共7人參選，票數最低者得195票（0.1%）                        |
| 台北市   | 第六選區   | 崔建章 | 師大英語系講師、常春藤生活英語廣播主持人 | 2,202  | 1.33%  | 未當選 | 該區共5人參選，最低票者得660票（0.4%）                          |
| 新北市   | 第十二選區 | 李佳蒨 | 牙醫、臺灣雙語無法黨秘書長               | 3,170  | 1.74%  | 未當選 | 該區共6人參選，最低票者得票980票（0.54%）                       |
| 臺中市   | 第四選區   | 李海碩 | 私立葳格國際學校總校長                   | 792    | 0.33%  | 未當選 | 該區共5人參選，最低票者得792票（0.33%）                         |
| 臺中市   | 第四選區   | 林中翊 | 有時生活聚落負責人                       | 1,661  | 0.69%  | 未當選 | 該區共5人參選，最低票者得792票（0.33%）                         |
| 臺中市   | 第五選區   | 謝旻汎 | 南投縣信義國中專任代理教師               | 2,107  | 0.81%  | 未當選 | 該區共8人參選，最低票者得285票（0.11%）                         |
| 彰化縣   | 第四選區   | 鄭錫懋 | 《英語自學王》作者                       | 4,257  | 2.27%  | 未當選 | 該區共4人參選，最低票者得2,583票（1.38%）                       |
| 嘉義市   | 嘉義市選區 | 林智勲 | 臺南市政府消防局消防員                   | 990    | 0.64%  | 未當選 | 該區共6人參選，最低票者得839票（0.54%）                         |
| 台南市   | 第五選區   | 蕭燐洪 | 旅行社導遊/領隊                          | 38,695 | 23.46% | 未當選 | 該區僅有2人參選，其本人為較低票者，但按照選舉規定可以領回保證金 |

##### 全國不分區及僑居國外國民選舉
| 排名單位 | 候選人 | 原職 | 當選標記 | 備註 |
| -------- | ------ | ---- | -------- | ---- |
| 1        | 陳亭諭 |      |          |      |
| 2        | 蕭文乾 |      |          |      |

## 外部連結
- 官方网站（繁體中文）
- 臺灣雙語無法黨的Facebook專頁
- YouTube上的臺灣雙語無法黨 MiLinguall Party頻道